# Sancti Spiritu (Santa Fé)
Sancti Spiritu é uma comuna da província de Santa Fé, na Argentina.